# Горлице (гмина)
Горлице (пол. Gorlice) — сельская гмина (волость) в Польше, входит как административная единица в Горлицкий повет, Малопольское воеводство. Население 16 078 человек (на 2004 год).

## Демография
| Перепись                       | Всего   | Всего | Женщины | Женщины | Мужчины | Мужчины |
| ------------------------------ | ------- | ----- | ------- | ------- | ------- | ------- |
| Единицы                        | человек | %     | человек | %       | человек | %       |
| Население                      | 16 078  | 100   | 8098    | 50,4    | 7980    | 49,6    |
| Плотность населения (чел./км²) | 155,4   | 155,4 | 78,3    | 78,3    | 77,2    | 77,2    |

## Населённые пункты
Белянка, Быстра, Доминиковице, Загужаны, Квятоновице, Кленчаны, Кобылянка, Стружувка, Шимбарк.

## Соседние гмины
1. Гмина Беч
2. Горлице
3. Гмина Грыбув
4. Гмина Липинки
5. Гмина Лужна
6. Гмина Мощеница
7. Гмина Ропа
8. Гмина Сенкова
9. Гмина Усце-Горлицке